# Военные ботинки

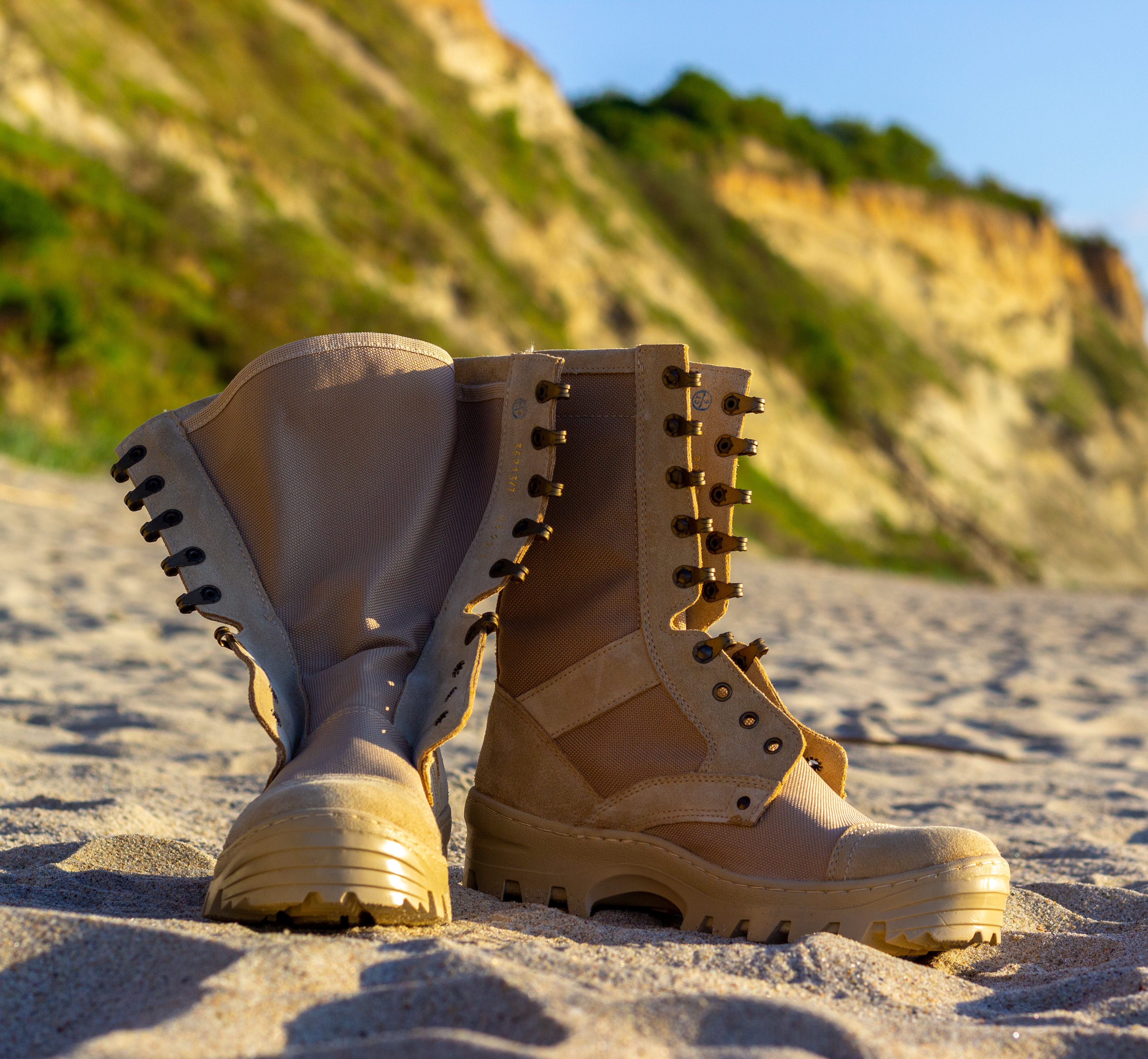
Ботинки бежевого цвета

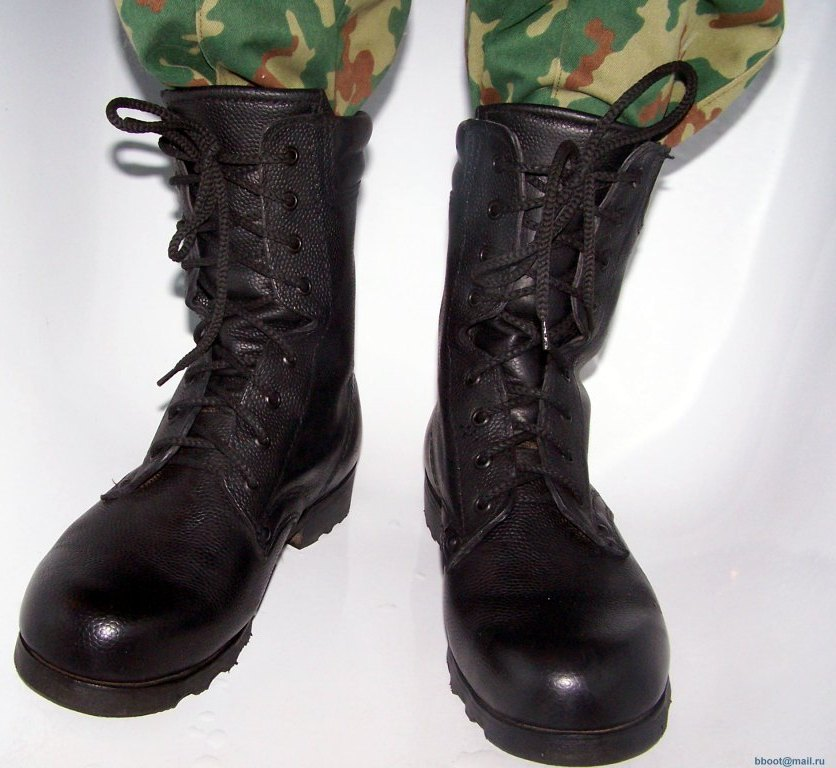
Ботинки с высокими берцами российского военнослужащего юфтевые, 2008 год

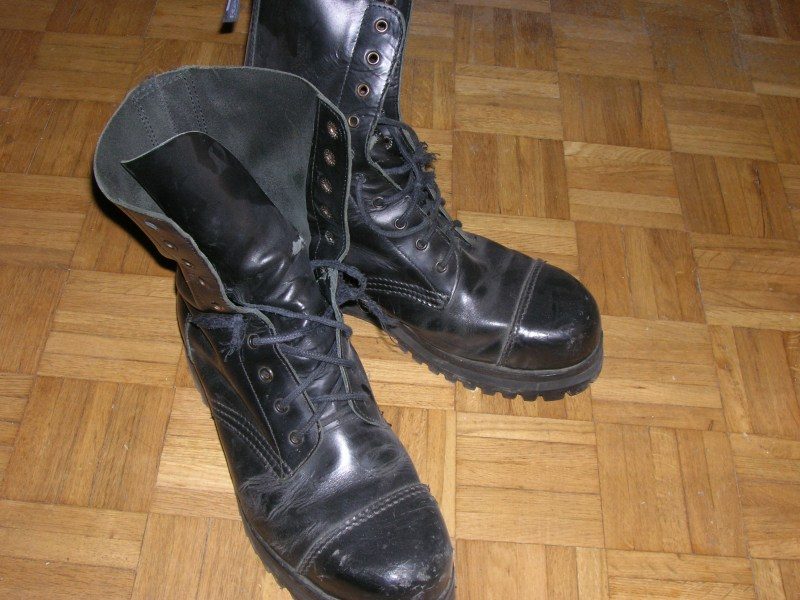
Ботинки солдат ЦАХАЛ

Военные ботинки с высокими берцами — высокие армейские ботинки на шнурках. Обиходное название «берцы». Исходя из названия, имеют длинные берцы.
На сегодняшний день входят в экипировку личного состава практически всех вооружённых сил мира. В отличие от сапог, оставляют максимально подвижным голеностоп, одновременно с этим фиксируя его, снижают вероятность разрывов связок и сухожилий, и прочих травм.

## История
Во время Второй мировой войны большинство военнослужащих воюющих сторон носило либо низкие шнурованные ботинки с обмотками или гетрами (РККА, армии США, Великобритании, отчасти — вермахт), либо сапоги (отчасти — РККА, вермахт). Однако для десантников такая обувь мало годилась, так как не защищала от травм стопы при приземлении с парашютом. Для нужд парашютного десанта были разработаны шнурованные ботинки с высокими берцами.
Советская армия до конца своего существования продолжала использовать сапоги. В конце 2007 года Министерство обороны Российской Федерации объявило о переходе с сапог на военные ботинки. Процесс перехода задержался, среди прочего, по финансовым причинам: военные ботинки сто́ят дороже сапог, а изнашиваются быстрее.
В силу особых климатических и природных условий России полностью отказаться от сапог (кирзовых, кожаных, резиновых, валяных) не удастся, а для воинских частей, дислоцированных на Крайнем Севере, будет предусмотрена новая обувь со специальным утеплением. Кроме того, с 2006 года в гардеробе бойца российской армии появились универсальные камуфлированные кеды.